# Nekselø
Nekselø est une île du Danemark située au nord-ouest de l'île de Seeland. 